# Rossimyiops whiteheadi
Rossimyiops whiteheadi är en tvåvingeart som beskrevs av Louis-Paul Mesnil 1953. Rossimyiops whiteheadi ingår i släktet Rossimyiops och familjen parasitflugor. Inga underarter finns listade i Catalogue of Life.